# Freddie de Guingand

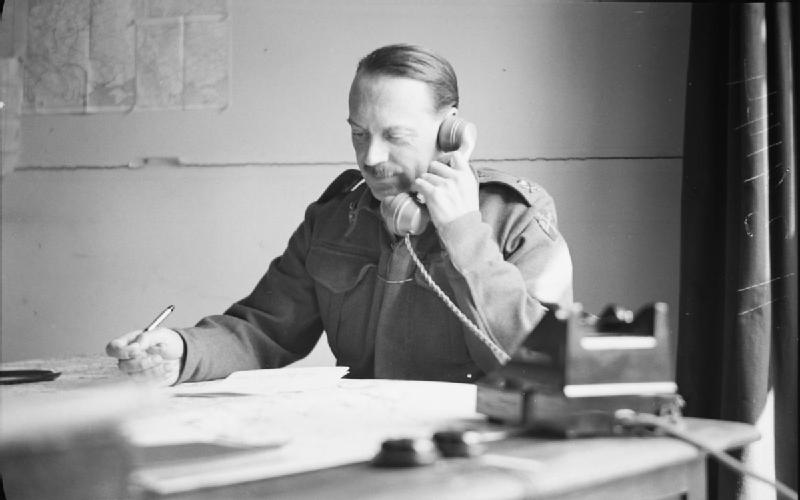
Freddie de Guingand (6. Juni 1944)

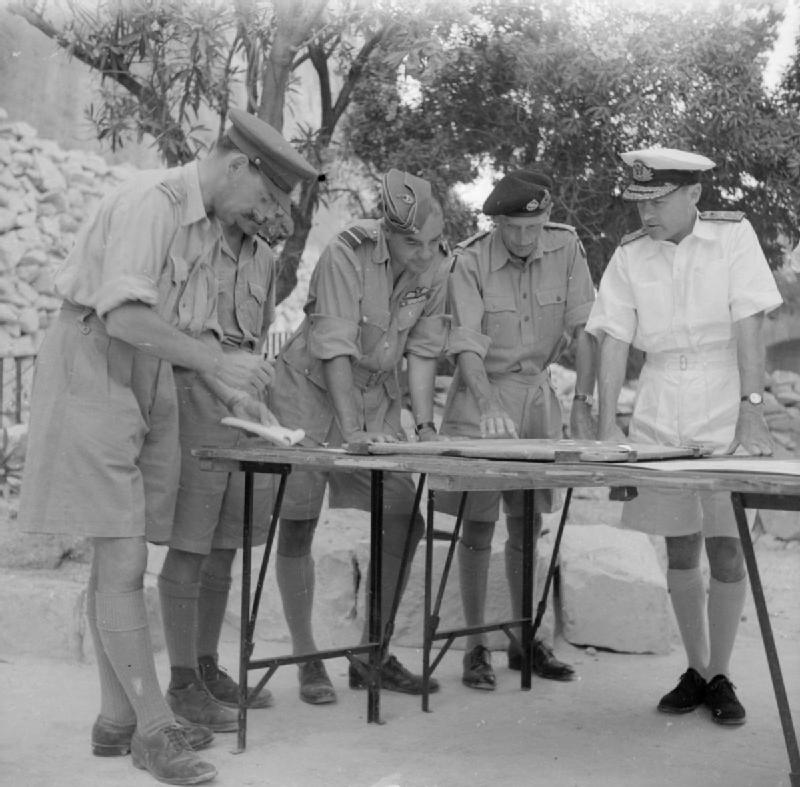
De Guingand (links) mit Air Commodore Claude Pelly, Air Vice Marshal Harry Broadhurst, General Sir Bernard Montgomery und Admiral Sir Bertram Ramsay bei den Planungen zur Operation Husky, der alliierten Invasion Siziliens ab dem 10. Juli 1943.

Sir Francis „Freddie“ Wilfred de Guingand, KBE, CB, DSO (* 28. Februar 1900 in Acton, London; † 29. Juni 1979 in Cannes, Frankreich) war ein britischer Offizier und zuletzt Generalmajor der British Army, der unter anderem während des Zweiten Weltkrieges als engster Mitarbeiter und Chef des Stabes von Field Marshal Bernard Montgomery maßgeblich an Planung, Organisation und Durchführung der Zweiten Schlacht von El Alamein, der Operation Husky sowie der Operation Overlord beteiligt war. Nach Kriegsende war er zwischen 1945 und 1946 im Kriegsministerium Direktor für den militärischen Nachrichtendienst (Director of Military Intelligence, War Office) sowie später als Manager in der Tabakindustrie tätig.

## Leben
Francis „Freddie“ Wilfred de Guingand, Sohn des Tabakproduzenten Francis J. de Guingand, und dessen Ehefrau Mary Monica Priestman, absolvierte nach dem Besuch der St Benedict’s School in Ealing und dem 1802 gegründeten Ampleforth College eine Offiziersausbildung am Royal Military College Sandhurst. Nach dem Abschluss wurde er am 17. Dezember 1919 als Second Lieutenant in das Infanterieregiment West Yorkshire Regiment (Prince of Wales’s Own) übernommen  und fand in den folgenden Jahren zahlreiche Verwendungen als Offizier sowie Stabsoffizier. Er war zwischen 1935 und 1936 Absolvent des Staff College Camberley, an dem Geoffrex Bourne, Roger Bower, Eric Bols, Robert Arkwright, Lewis Lyne, John Yeldham Whitfield, Stephen Shoosmith, Charles Keightley, Walter Lentaigne, Horatius Murray, Terence Airey und Gerald Lloyd-Verney zu seinen Jahrgangskameraden gehörten.
Zu Beginn des Zweiten Weltkrieges war er zwischen dem 10. Dezember 1940 und dem 25. Februar 1942 Erster Generalstabsoffizier (General Staff Officer 1) der in Nordafrika eingesetzten Westlichen Wüstenstreitkräften (Western Desert Force) und erhielt in dieser Verwendung am 11. Dezember 1940 zunächst den kommissarischen Rang als Acting Lieutenant-Colonel sowie am 11. März 1941 den zeitlich befristeten Dienstgrad als Temporary Lieutenant-Colonel. Nachdem ihm am 26. Februar 1942 die kommissarischen Ränge als Acting Colonel sowie als Acting Brigadier verliehen wurden, fungierte er bis zum 26. Juli 1942 als Direktor des militärischen Nachrichtendienstes im Heereskommando Mittlerer Osten (Director of Military Intelligence, Middle East Command). Für seine Verdienste in dieser Zeit wurde er 1942 zum Companion des Distinguished Service Order (DSO) sowie zum Officer des Order of the British Empire (OBE) ernannt. Am 27. Juli 1942 wurde er Brigadegeneral im Generalstab der Achten Armee (Eighth Army) und war in dieser Funktion mit einer kurzen Unterbrechung bis zum 19. April 1943 einer der engsten Mitarbeiter des Oberbefehlshabers der Achten Armee Generalleutnant Bernard Montgomery bei Planung, Organisation und Durchführung von militärischen Operationen wie der Zweiten Schlacht von El Alamein (23. Oktober bis 4. November 1942) und dem Tunesienfeldzug (November 1942 bis 13. Mai 1943). In dieser Verwendung wurde ihm am 26. August 1942 der kriegsdienstbezogene Rang als War Substantive Lieutenant-Colonel sowie zugleich die zeitlich befristeten Dienstgrade als Temporary Colonel und als Temporary Brigadier verliehen.

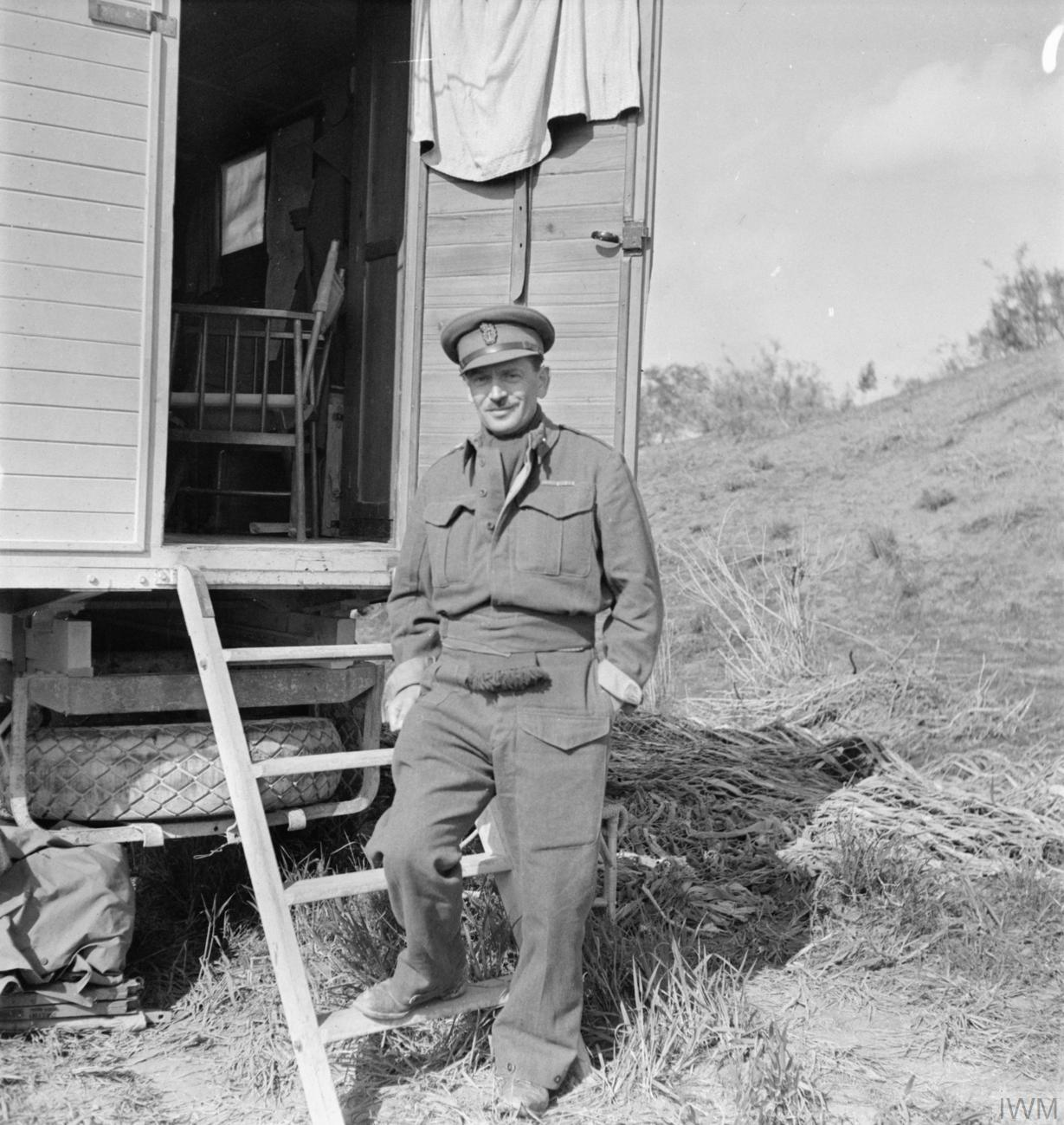
De Guingand als Chef des Stabes der 21. Heeresgruppe (21st Army Group).

Nachdem ihm der lokale Rang eines Local Major-General verliehen wurde, war Freddie de Guingand zwischen dem 20. April und dem 30. November 1943 als Repräsentant bei der Eingriffsgruppe Ost (Eastern Task Force) an der Planung, Organisation und Durchführung der Operation Husky, der alliierten Invasion Siziliens (10. Juli bis 17. August 1943) und dem darauf folgenden Italienfeldzug beteiligt. Für seinen Einsatz wurde er 1943 sowohl zum Companion des Order of the Bath (CB) als auch al Commander des Order of the British Empire (CBE) ernannt. Nach der Verleihung des kommissarischen Rangs als Acting Major-General bekleidete er zwischen dem 1. Dezember 1943 und dem 14. Januar 1944 den Posten als Generalmajor im Generalstab der Achten Armee (Major General General Staff, Eighth Army), deren neuer Oberkommandierender am 29. Dezember 1943 Generalleutnant Oliver Leese wurde. Bereits am 15. Januar 1944 übernahm er jedoch die Funktion als Chef des Stabes der 21. Heeresgruppe (21st Army Group), deren Oberbefehlshaber zeitgleich General Sir Bernard Montgomery wurde, und verblieb auf diesem Posten bis zum 31. Mai 1945. In dieser Verwendung war er wiederum maßgeblich an Planung, Organisation und Durchführung der Operation Overlord beteiligt, der  ab dem 6. Juni 1944 begonnenen Landung der Alliierten in der Normandie. Für seine dortigen Verdienste wurde er am 29. Juni 1944 als Knight Commander des Order of the British Empire (KBE) geadelt, so dass er fortan das Prädikat „Sir“ führte. Darüber hinaus wurden ihm am 1. Dezember 1944 der kriegsdienstbezogene Rang als War Substantive Colonel sowie zugleich der zeitlich befristete Dienstgrad als Temporary Major-General verliehen.
Nach Kriegsende wurde de Guingand am 8. September 1945 kurzzeitig in den kriegsdienstbezogenen Rang als War Substantive Colonel zurückgestuft. Ihm wurde jedoch bereits am 19. September 1945 erneut der zeitlich befristete Dienstgrad als Temporary Major-General verliehen, woraufhin er als Nachfolger von Generalmajor Sir John Sinclair im Kriegsministerium Direktor für den militärischen Nachrichtendienst (Director of Military Intelligence, War Office) wurde. Dieses Amt bekleidete er bis zum 27. Juni 1946 und wurde anschließend von Generalmajor Sir Gerald Templer abgelöst. Am 10. September 1946 wurde er zum Major-General befördert, wobei diese Beförderung auf den 22. März 1945 zurückdatiert wurde. Am 6. Februar 1947 schied er schließlich aus dem aktiven Militärdienst aus und trat in den Ruhestand.
Danach wechselte er in die Tabakindustrie und war unter anderem Direktor und internationaler Direktor der Rothmans Group sowie anderer Unternehmen. Des Weiteren war er Vorstandsvorsitzender von Rothmans of Pall Mall (UK) sowie zwischen 1967 und 1968 auch Vorstandsvorsitzender von Carreras Ltd.
Freddie de Guingand war zwei Mal verheiratet. In erster Ehe heiratete er 1942 die Witwe Arlie R. Stewart, deren Ehemann Major H. D. Stewart wie er im West Yorkshire Regiment gedient hatte. Nach Auflösung der ersten Ehe heiratete später Arlie Roebuck Woodhead, Tochter von Charles Woodhead, einem Unternehmer aus Brisbane.

## Veröffentlichungen
- Operation Victory, Charles Scribner’s Sons, New York 1947
- African assignment, Hodder and Stoughton, London 1953
- Generals at War, Hodder and Stoughton, London 1964
- Brass Hat to Bowler Hat, Hamish Hamilton, London 1979, ISBN 978-0-241-10165-0

## Hintergrundliteratur
- Bernard L. Montgomery: The Memoirs of Field-Marshal the Viscount Montgomery of Alamein, Collins, London 1958
- Charles Richardson: Send for Freddie. The Story of Montgomery’s Chief of Staff Major-General Sir Francis De Guingand, KBE, CB, DSO, William Kimber, London 1987, ISBN 978-0-7183-0641-0
- Nick Smart: Biographical Dictionary of British Generals of the Second World War. Pen & Sword, Barnesley 2005, ISBN 1-84415-049-6.
- Richard Mead: Churchill’s Lions. A biographical guide to the key British generals of World War II, Spellmount, Stroud 2007, ISBN 978-1-86227-431-0
- Adrian Stewart: Six of Monty’s Men, Pen and Sword, Barnsley 2011, ISBN 978-1-84884-371-4
- John Buckley: Monty’s Men. The British Army and the Liberation of Europe Yale University Press, New Haven, Connecticut 2013, ISBN 978-0-300-13449-0
- Richard Mead: The Men Behind Monty. The Staff and HQS of Eighth Army and 21st Army Group, Pen & Sword, Barnsley 2015, ISBN 978-1-4738-2716-5